# سرودخوان بل
سرودخوان بل(نام علمی: Vireo bellii) نام یک گونه از سرده سرودخوان است.